# Areantza
Areantza es una entidad de población española del municipio de Arechavaleta, perteneciente a la provincia de Guipúzcoa, en la comunidad autónoma del País Vasco.

## Toponimia
El nombre del lugar puede encontrarse referido con las grafías Arenaza y Areantza.

## Historia
Hacia mediados del siglo XIX, el lugar, una anteiglesia perteneciente a Arechavaleta, tenía contabilizada una población de 86 habitantes. Aparece descrito en el segundo volumen del Diccionario geográfico-estadístico-histórico de España y sus posesiones de Ultramar de Pascual Madoz de la siguiente manera:

ARENAZA: anteigl. en la prov. de Guipúzcoa (9 leg. á Tolosa), dióc. de Calahorra (22 1/2,) part. jud. de Vergara (1 1/2); y ayunt. de Arechavaleta (1/2); sit. a 1/2 leg. del indicado l. y falda del elevado monte de Zaraya; se compone de unas 15 casas esparcidas por el térm., y entre ellas se ven algunas ant. y solariegas: la igl. parr (Natividad de Ntra. Sra.) está servida por 1 cura beneficiado que presenta el conde de Oñate: el terreno es bastante llano y fértil: prod. trigo, maiz, patatas, nabos, algun centeno, varias legumbres, lino, castañas, manzanas, nueces, y cria poco ganado: pobl.: 16 vec., 86 alm.: riqueza y contr. (V. Arechavaleta.)
(Madoz, 1845, p. 513)

En 2022, la entidad singular de población tenía empadronados 31 habitantes.

## Patrimonio
En el lugar hay una iglesia bajo la advocación de la Natividad de Nuestra Señora.